# Società Sportiva Iperzola Ponteroncariale 1996-1997
Questa voce raccoglie le informazioni riguardanti la Società Sportiva Iperzola Ponteroncariale nelle competizioni ufficiali della stagione 1996-1997.